# 穆登巴赫
穆登巴赫是德国莱茵兰-普法尔茨州的一个市镇。总面积4.78平方公里，总人口783人，其中男性394人，女性389人（2011年12月31日），人口密度164人/平方公里。